# Albula/Alvra
Albula/Alvra é uma comuna da Suíça, situada na região de Albula, no cantão de Grisões. Tem 93,93 km² de área e sua população em 2018 foi estimada em 1.310 habitantes.
Foi criada em 1 de janeiro de 2015, a partir da fusão das antigas comunas de Alvaschein, Mon, Stierva, Tiefencastel, Alvaneu, Brienz/Brinzauls e Surava.